# 음력 4월
음력 4월(陰曆四月) 또는 음월(陰月), 여월(余月)은 음력에서 네 번째 달이다.
이 달에는 중기인 소만과 절기인 입하 혹은 망종이 들어있으며, 음력 4월 30일이 없는 해도 있다.
월건은 사(巳)이다.

## 4월이윤달인 해
- 1906년 (양력 1906년 5월 23일 ~ 6월 21일, 30일간)
- 1925년 (양력 1925년 5월 23일 ~ 6월 20일, 29일간)
- 1944년 (양력 1944년 5월 22일 ~ 6월 20일, 30일간)
- 1963년 (양력 1963년 5월 23일 ~ 6월 20일, 29일간)
- 1974년 (양력 1974년 5월 22일 ~ 6월 19일, 29일간)
- 1982년 (양력 1982년 5월 23일 ~ 6월 20일, 29일간)
- 2001년 (양력 2001년 5월 23일 ~ 6월 20일, 29일간)
- 2020년 (양력 2020년 5월 23일 ~ 6월 20일, 29일간)
- 2058년 (양력 2058년 5월 22일 ~ 6월 20일, 30일간)
- 2069년 (양력 2069년 5월 21일 ~ 6월 18일, 29일간)
- 2077년 (양력 2077년 5월 22일 ~ 6월 19일, 29일간)
- 2088년 (양력 2088년 5월 21일 ~ 6월 18일, 29일간)
- 2096년 (양력 2096년 5월 22일 ~ 6월 19일, 29일간)
- 2107년 (양력 2107년 5월 23일 ~ 6월 20일, 29일간)
- 2115년 (양력 2115년 5월 24일 ~ 6월 21일, 29일간)
- 2126년 (양력 2126년 5월 22일 ~ 6월 20일, 30일간)
- 2145년 (양력 2145년 5월 22일 ~ 6월 19일, 29일간)
- 2164년 (양력 2164년 5월 21일 ~ 6월 19일, 30일간)
- 2172년 (양력 2172년 5월 23일 ~ 6월 20일, 29일간)[1]
- 2183년 (양력 2183년 5월 22일 ~ 6월 19일, 29일간)

## 기념일, 연중행사
- 음력 4월 8일 - 부처님 오신 날

## 같이 보기
- 음력 360일